# Кухьяр, Мазьяр
Камариддин Мазьяр Кухьяр (дари مازیار كوهيار; 30 сентября 1997 года, Исламский Эмират Афганистан) — английский и афганский футболист, играющий на позиции полузащитника. С 2018 года выступает за национальную сборную Афганистана.
Футбольное образование получил в Англии, в 2010—2013 годах играл в юношеских и молодёжных командах «Ковентри Сити». С 2013 по 2016 год играл за молодёжную команду клуба «Уолсолл». С 2022 года выступает за «Йорк Сити».